# Liste schottischer Komponisten klassischer Musik
Diese Liste enthält bekannte schottische Komponisten der klassischen Musik.

## A
- John Abell (1652–1724)
- Robert Gelling Addie

## B
- Ian Balfour (1924–2013)
- Derek Ball (1930–1988)
- Sally Beamish (* 1956)
- Janet Beat (* 1937)
- Marcus Blunt (* 1947)
- Rory Boyle (* 1951)
- Neil Butterworth (1934–2020)

## C
- Ross Campbell
- Erik Chisholm (1904–1965)
- Gareth Clemson
- Robert Crawford (1925–2012)
- John Cree
- Lyell Cresswell (* 1944)

## D
- Martin Dalby (1942–2018)
- Lindsay Davidson (* 1973)
- Kenneth Dempster (* 1962)
- Shaun Dillon (1944–2018)
- Raymond H. Dodd (* 1929)
- David Dorward (1933–2020)

## E
- Robin Erskine (* 1943)

## F
- Adrian J Finnerty
- Sebastian Forbes (* 1941)
- Tommy Fowler (* 1948)

## G
- John Maxwell Geddes (1941–2017)
- Robert Ghillies (* 1950)
- Evelyn Glennie (* 1965)
- Janetta Gould (* 1926)
- David P. Graham (* 1951)

## H
- Graham Hair (* 1943)
- Edward Harper (1941–2009)
- John Michael Hearne (* 1937)

## J
- Tom Johnston
- David Paul Jones (* 1969)

## K
- Callum Kenmuir (* 1945)
- Oliver Knussen (1952–2018)

## L
- Frederic Lamond (1868–1948)

## M
- George MacIlwham (1926–2016)
- Hamish MacCunn (1868–1916)
- James MacMillan (* 1959)
- Jennifer Martin
- Ruth Lee Martin (* 1957)
- Iain Matheson (* 1956)
- Margaret McAllister (* 1946)
- John Blackwood McEwen (1868–1948)
- Richard McGregor (* 1953)
- Edward McGuire (* 1948)
- John McLeod (* 1934)
- George McPhee (* 1937)
- Anna Meredith (* 1978)
- Peter de Moncey-Conegliano (* 1948)

## N
- Peter Russell Naylor (1933–2017)

## O
- Robin Orr (1909–2006)

## P
- James Peace (* 1963)

## R
- John Rose (1928–2018)
- Rebecca Rowe (* 1970)
- Jonathan Rutherford (* 1953)

## S
- Oliver Searle (* 1977)
- Jane Serter
- Cameron Sinclair
- Robert Archibald Smith (1780–1829)
- Carolyn Sparey (* 1946)
- Michael Spencer (* 1975)
- Richard Stead
- Ronald Stevenson (1928–2015)
- Alastair Stout (* 1975)
- William Sweeney (* 1950)

## W
- Julian Wagstaff (* 1970)
- David Ward (* 1941)
- John Weeks (* 1934)
- Thomas Wilson (1927–2001)
- William Wordsworth (1908–1988)